# Tiszapolgárská kultura
Tiszapolgárská kultura nebo tiszapolgárská skupina je archeologická kultura ze skupiny polgárského okruhu / polgárské kultury. Vyskytovala se na východním Slovensku, ve východním Maďarsku, v Bačce, Banátu a zasahovala do Sedmihradska. Časově se vyskytovala (v závislosti na definici hranice neolitu a eneolitu) někdy na přelomu neolitu a eneolitu, přesněji podle novějšího datování asi před 4400 př. n. l., podle staršího datování přibližně po 3300 př. n. l. Pojmenována je podle nalezišť ve Velké dunajské kotlině mezi městem Polgár v Hajducko-Biharské župě a řekou Tisza.
Nejznámějším pohřebištěm je lokalita Basatanya. Kultura je charakteristická prvním výskytem zlatých výrobků na (východním) Slovensku, vyvrcholení kvantity výroby měděných nástrojů, výskytem ozdob dokazujících intenzivní kontakty s kulturami v Rumunsku a Bulharsku, dovozem kamene na nástroje z povodí řeky Bug a v závěru výskytem žárových hrobů. Rozlišují se dvě vývojové fáze a čtyři lokální skupiny:
- skupina Lúčky
- skupina Basatanya
- skupina Tiszaug-Kisrétpart
- skupina Deszk

Ze Slovenska jsou známá naleziště sídlišť (Lúčky, Tibava, Barca) i pohřebišť (Tibava, Veľké Raškovce, Malé Raškovce).